# Augusto Farias
Augusto César Cavalcante Farias, ou simplesmente Augusto Farias (Passo de Camaragibe, Alagoas, 29 de dezembro de 1956) é advogado, empresário e político brasileiro.
É irmão de Paulo César Farias, o PC, ex-tesoureiro da campanha presidencial de Fernando Collor de Mello em 1989. Já havia exercido o cargo entre 1991 e 2003. Desde 2007 é filiado ao Partido Trabalhista Brasileiro (PTB), o mesmo pelo qual está filiado o ex-presidente. Antes já esteve no Partido Social Cristão (PSC - 1990-1995), ao Partido Progressista (PP - 1995), Partido Progressista Brasileiro (PPB - 1995-1997), Partido da Frente Liberal (PFL - 1997-1999) e novamente PPB (1999-2007).
Foi efetivado no mandato de deputado federal para a legislatura 2007-2011 em 13 de março de 2007, na vaga do deputado Gerônimo Ciqueira, que faleceu vítima de pneumonia.
Augusto Farias também foi secretário de Transportes do Estado de Alagoas (1987-1988 e presidente da Companhia de Habitação (Cohab) de Maceió (1988-1989).

## Morte de PC Farias
Em junho de 1996, por ocasião do assassinato de seu irmão, o ex-tesoureiro da campanha de Fernando Collor, PC Farias, o então deputado Augusto Farias chegou a ser considerado suspeito de participação na morte do irmão, e de sua namorada Suzana Marcolino, mas o inquérito foi arquivado.

## Acusações de trabalho escravo
O deputado Augusto Farias é acusado desde 2003 de manter 99 trabalhadores em condições análogas às de escravo em uma fazenda de sua propriedade no sul do Pará. A pena pelo crime pode chegar a oito anos de prisão. A notificação feita em fevereiro daquele ano pelo Grupo Móvel do Trabalho Escravo, coordenado pelo Ministério do Trabalho e Emprego, rendeu 19 autuações trabalhistas e previdenciárias e um inquérito com uma dezena de tipificações penais, em tramitação no Supremo Tribunal Federal (STF) desde 2007. Outros dois parlamentares – o deputado Beto Mansur (PP-SP) e o senador João Ribeiro (PR-TO) – também respondem no Supremo por trabalho escravo.
No caso do parlamentar de Alagoas, as acusações são de formação de quadrilha, redução à condição análoga a de escravo, frustração de direito assegurado por lei trabalhista, aliciamento de trabalhadores, omissão de dados da carteira de trabalho, sonegação de contribuição previdenciária, destruição de floresta de preservação permanente, e de causar poluição mediante uso de fogo, destruindo significativamente a flora.
Com a demora na Justiça, outros três crimes atribuídos ao deputado prescreveram e, portanto, não podem mais ser julgados: frustração de direito assegurado por lei trabalhista, exposição da vida e da saúde de pessoas a perigo e omissão de socorro.